# 桃澤夢宅
桃澤 夢宅（ももざわ むたく、元文3年（1738年） - 文化7年（1810年）7月10日）は江戸時代中期の歌人。諱は匡衛（まさもり）、通称は与一右衛門。字は茂兵衛。別号に敬山、振思亭。子孫に桃澤如水がいる。
信濃国伊那郡本郷村（長野県上伊那郡飯島町）の庄屋（名主）桃澤喜左衛門の長男として生まれる。垂雲軒澄月に二条派歌学を学び、天明4年（1784年）に「三義点の教授」を伝授される。寛政8年（1796年）に家督を譲り上洛し、桂園派の香川景樹をはじめとする多くの歌人と交わり、同10年（1798年）に澄月が没した後は垂雲軒を承継し、公家らの支持を得て後進を指導したが、享和2年（1802年）には小野斧木に譲り、帰郷した。その後は自宅の振思亭で歌作に専念し、「夢宅時代」と呼ばれる、信濃での歌道全盛期を築き、大宗匠として信濃国内は元より、江戸にまで及ぶ多くの門弟を抱えた。
歌集に「蓬牕愚藻（ほうそうぐそう）集」（正続2巻）、稿本に「文化五戊辰年歳日記」「文化七庚午年歳日記」などがある。